# コルクガシ
コルクガシ（学名: Quercus suber）は、ブナ科コナラ属の常緑高木である。
その樹皮はコルクとして様々な用途に使用される。

## 特色

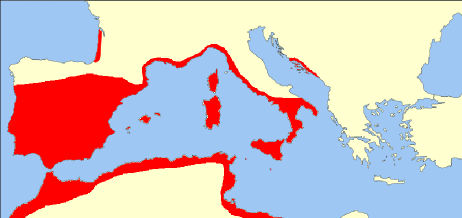
コルクガシが自生する地域

原産地はスペインを中心とする地中海沿岸地域である。生育環境は、海辺の湿潤な冬と高温な夏を必要とし、地中海沿岸地の丘の斜面の典型的な気候が適している。スペイン、ポルトガル、アルジェリア、モロッコ、フランス、イタリア、チュニジアでコルクガシが栽培されており、その栽培面積は26,000km2にも及ぶ。世界全体のコルク生産量の約50%はポルトガルが占めており、残りの大半はスペイン産である。
樹高は18メートル (m) に、直径は1.5 mに達し、幹の外側の樹皮にぶ厚いコルク層を形成するのが特徴である。この樹皮は、火災のほか、カビや細菌から木を守るために適応してきたものである。枝は捻じれて低い位置から密生し、開けた場所では非常に大きな樹冠をつくる。葉は暗緑色で縁にトゲ状の鋸歯があるが、質は柔らかい。
花期は春で、数珠つなぎになったように黄色い花が咲く。

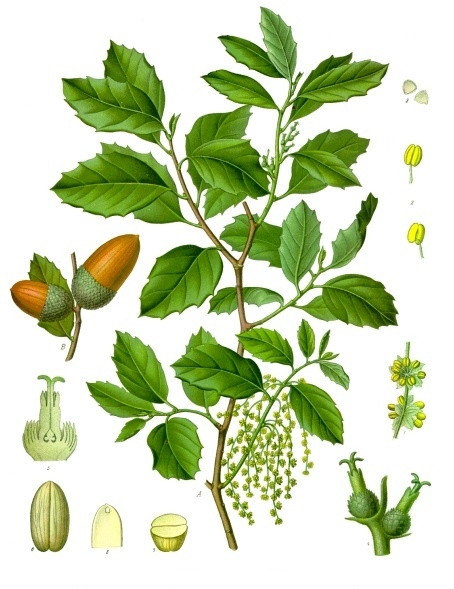
コルクガシの植物画 （葉、果実、花を示す）
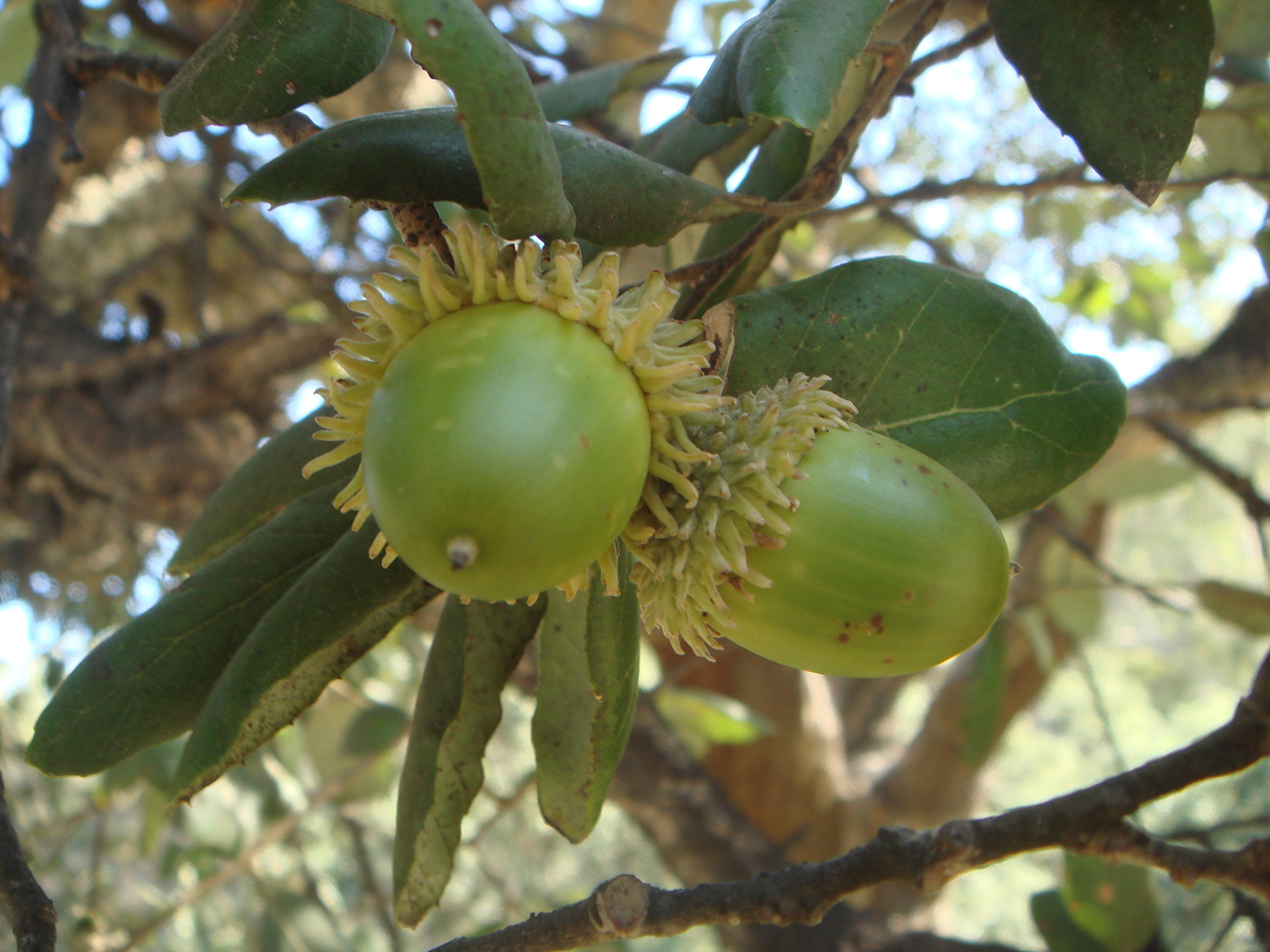
コルクガシのドングリ
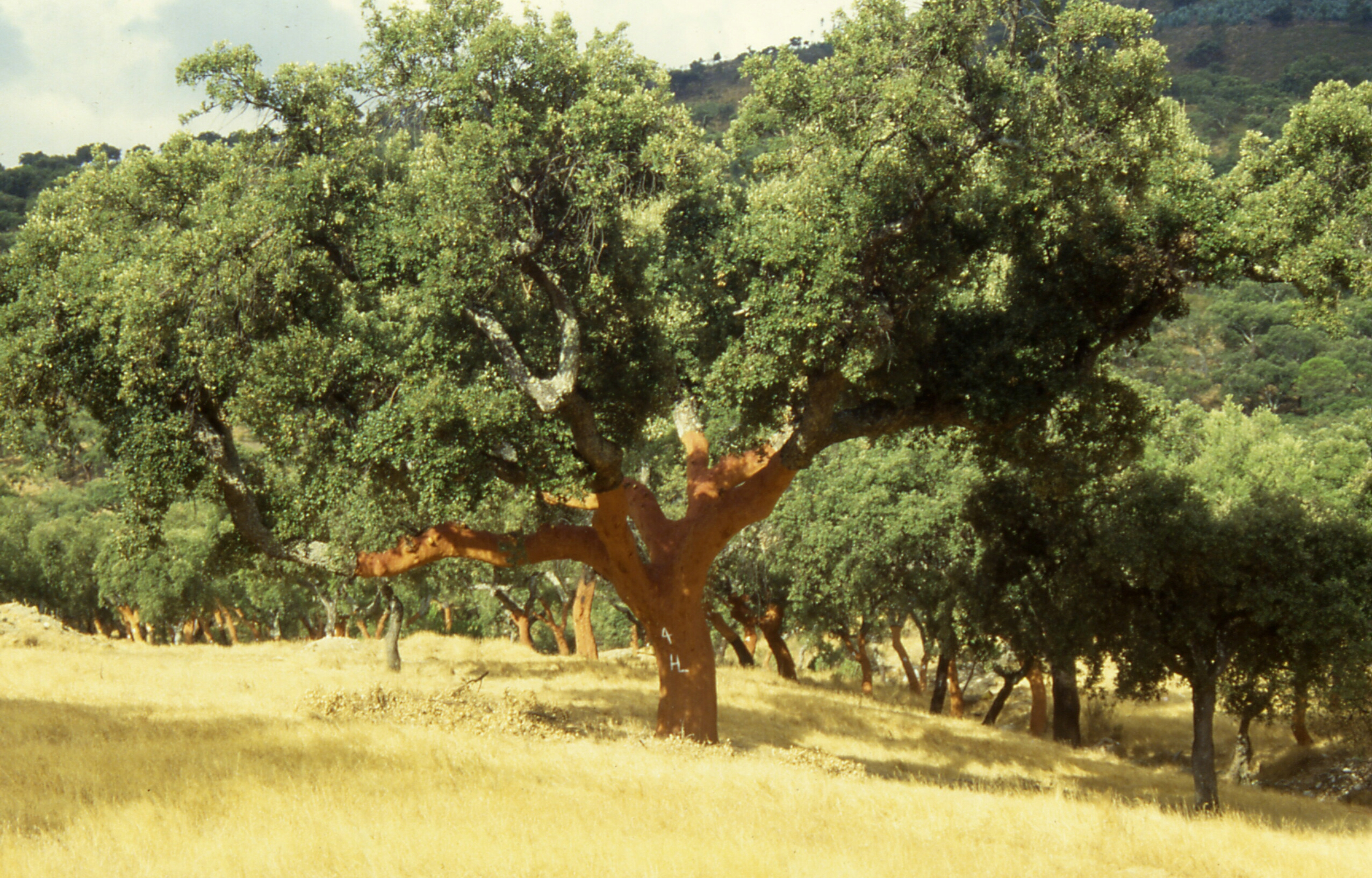
ポルトガルのコルクガシ
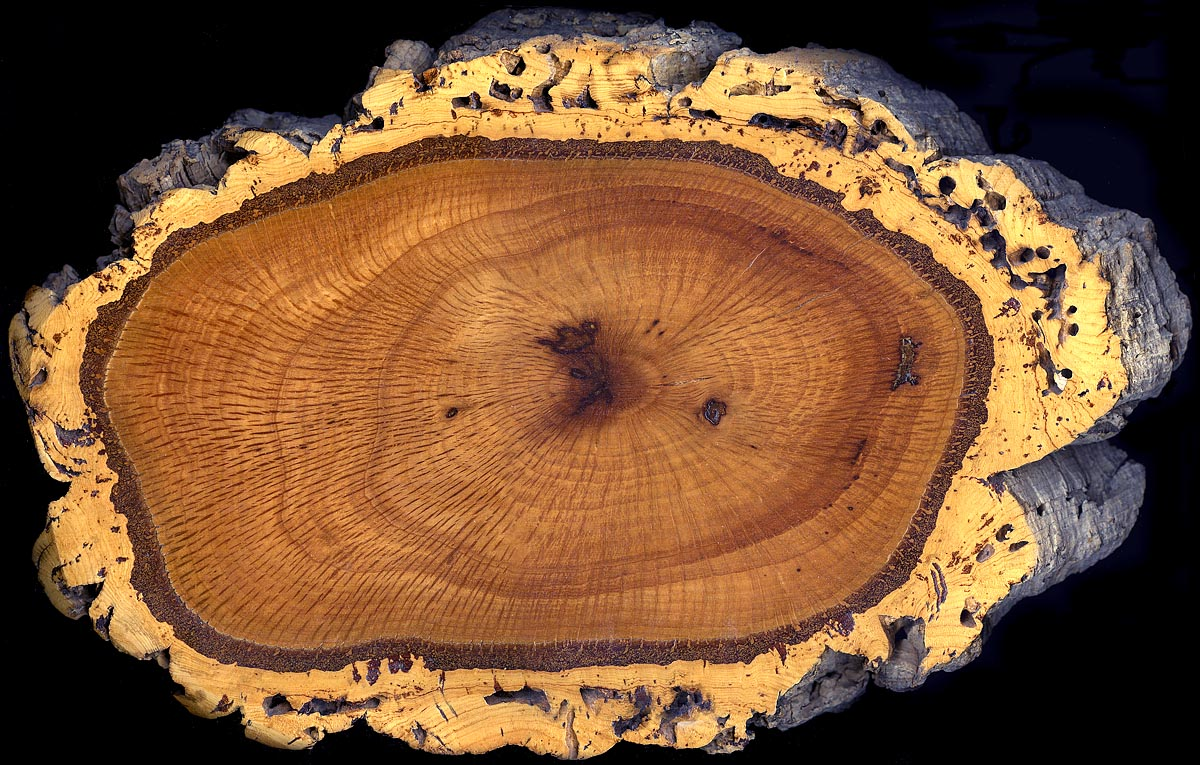
樹幹の輪切り断面（樹皮のコルク層の厚さを示す）

## 栽培

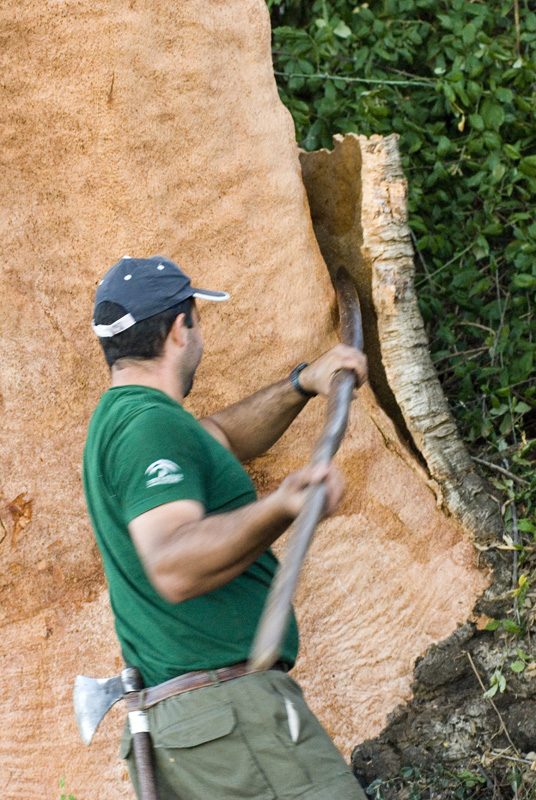
樹皮のコルク層の剥ぎ取り

樹齢250年になる個体も珍しくなく、成熟には時間がかかる。樹皮の再生能力が高いことが知られており、樹齢20年に達したコルクガシのコルク層を剥ぎ取っても生育は阻害されず、再び厚いコルク層が再生される。樹齢20 - 25年になったコルクガシから初めてコルク層が剥ぎ取られ、この時初めて剥ぎ取られたコルク層を“バージンコルク”と呼ぶ。2度目の収穫はその9年から12年後であり、その後150年から250年ほどに渡ってコルク層を収穫することができる。1本のコルクガシからは、その生涯に約12回の収穫が行われる。
晩春から初夏にかけて、約2.5 mの高さまでの幹と枝から、円筒形を半分に割った形の外樹皮のコルク層がはぎとられる。コルク層の剥ぎ取りには、斧やこの用途専用に作られた梃子などが使われるが、内樹皮とその下の維管束形成層などの生きた組織を傷めずに剥ぎ取るには熟練した技術を要する。壮年期の木からは100キログラム (kg) 以上のコルクを採取することができる。外樹皮をはぎ取られた幹は、数週間もたてば、赤褐色のざらついた幹に回復する。
日本では、明治時代末に高知県、岡山県、静岡県で植栽が行われたが定着しなかった。

## 利用
コルクガシの樹皮（コルク層）の用途としてまず挙げられるのは飲料瓶の栓、それもワインボトルの栓である。この用途に用いられるコルクはコルクの全体消費量の約15%にすぎないが、収入金額においては66%を占めている。その他には断熱材、床材、防音材、手工芸品などに使用され、バドミントンのシャトルコック、釣り竿のグリップなどにも使用される。変わったところでは、コルクの断熱性の優秀さが注目され、NASAのスペースシャトルの燃料タンクのシールドにも使われている。古代ローマ時代からコルクの利用はされており、大プリニウスによれば、当時のローマ人女性がコルク底のサンダルを好んで履いていたという。
コルクガシの樹皮は不浸透性で、空気も通さないという特性がある。反応性もほとんどなく、水・ガソリン・油・アルコールなどにも耐え、多くの物質と接触してもほとんど変化することがないことは、他の天然の植物産物にはない特性だといわれる。コルクは弾性を保ったまま、極端な圧縮にも耐えられる。コルク栓は古代ギリシャと古代エジプトのアンフォラという両取手付きの大型の壷にも使われ、17世紀のワイン醸造家ドン・ペリニョンがワインとボトルのコルク栓が理想的な組み合わせであることを広めたといわれている。
コルクガシの森は、ポルトガル語で montado（モンタード）、スペイン語で dehesa（デエサ）とよばれる持続可能な混合農業システムの一部にもなっている。モンタードでは、狩猟や採集のほかに、コルクを生産し、コルクガシの畑（森）にはコルクガシのドングリを餌にしてヒツジや七面鳥、ブタを育てている。コルクガシの畑（森）には家畜が放牧され、そのドングリはイベリコ豚の餌となる。デエサにはコルクガシの森とセイヨウヒイラギガシの森の2種類があるが、セイヨウヒイラギガシのデエサで育ったイベリコ豚のほうが上質だとされる。この他、コルク生産目的だけではなく、防砂林としても植えられている。
なお、コルクガシのほかには、日本に自生するアベマキからもコルク層を収穫することができるが、コルクガシに比べて質は劣る。